# Колли, Андрей Робертович
Андрей Робертович Колли (1874 — 11 (24) февраля 1918) — российский физик.

## Биография
Родился в 1874 году. По происхождению — шотландец, сын профессора кафедры физики и физической географии Казанского университета Р. А. Колли Мать, Мария Владимировна — выдающаяся пианистка и певица, вокруг которой объединялся кружок московской интеллигенции.
Окончил московскую гимназию Креймана, затем — физико-математический факультет Московского университета.
По окончании университета, по предложению П. Н. Лебедева, занимался исследованием дисперсии электромагнитных волн в чистых веществах и смесях их в лаборатории Н. А. Умова.
Затем был командирован за границу: в лаборатории Берлинского физического института работал у известного немецкого ученого Друде, в Геттингене — в лаборатории Нернста. Вернувшись в Россию занял место приват-доцента в Одессе. Защитил докторскую диссертацию «Исследование дисперсии в электрическом спектре жидкостей». Был избран профессором физики Варшавского университета, где работал до 1915 года и организовал физическую лабораторию.
В 1915 году эвакуировался в Ростов-на-Дону вместе с другими преподавателями Варшавского университета. Под руководством профессора А. Р. Колли в Ростове были созданы физические лаборатории будущего Ростовского университета, где уже в 1916 году развернулась серьёзная научная работа.
По его методике в области исследований электрического спектра работали ученики — Н. Н. Оболенский, К. И. Иванов, Е. В. Богословский.
Член конституционно-демократической партии, был избран членом ростовского городского комитета партии, а в 1917 году прошёл в Городскую Думу по списку кадетов.
Убит красногвардейцами в феврале 1918 года в Ростове-на-Дону, после занятия города Красной армией.
Вечером 9-го февраля Добровольческая Армия покидала Ростов, а утром на другой день негодяй — служитель физического кабинета, не поощрённый в своё время профессором Колли в своих «требованиях», уже вел пьяную банду солдат на Пушкинскую улицу, где жил А.Р. с семьёй (женой и двумя детьми) для расправы с «белым профессором» — «царским офицером». Случайно проходивший по улице гласный Думы Р. видел, как тащили солдаты А.Р. из дверей на улицу — «в суд», видел схватившуюся с солдатами обезумевшую жену А.Р-а, и побежал в Думу за помощью, за защитой, чтобы не дать совершиться злому делу...
когда через несколько минут прибежали бывшие в Думе гласные — на улице лежал зверски убитый Андрей Робертович и над ним — бившаяся судорожно жена его...